# Depresie atipică
Depresia atipică, așa cum este numită în DSM-IV, este tipul de depresie care prezintă multe din simptomele tipice sindroamelor psihiatrice de depresie majoră sau distimie, dar se caracterizează prin dispoziție îmbunătățită ca reacție la evenimente pozitive. Dimpotrivă, persoanele cu depresie melancolică în general nu experimentează stări de dispoziție mai bune ca reacție la evenimente în mod normal plăcute. De asemenea, depresia atipică se manifestă prin creștere semnificativă în greutate sau apetit crescut, hipersomnie, senzație de greutate în membre și sensibilitate la respingerea interpersonală, fapt care poate duce la deficiențe sociale sau ocupaționale.
În ciuda numelui său, depresia „atipică” nu este neobișnuită sau rară. Rațiunea numelui este dublă: (1) a fost identificată cu simptomele sale „unice” ulterior identificării depresiei melancolice și (2) reacționează la două clase diferite de antidepresive care erau disponibile la acea vreme și erau altele decât cele folosite pentru depresie melancolică (i.e., inhibitorii de monoaminooxidază au beneficii medicale semnificative în caz de depresie acută, în timp ce tricilicele nu au).
Depresia atipică este de două sau trei ori mai deasă la femei decât la bărbați. Indivizii cu trăsături atipice tind să relateze o vârstă mai timpurie de declanșare (e.g. în liceu) a episoadelor depresive, care de asemenea tind să fie mai cronice și au parte doar de atenuări parțiale între episoade. Indivizii mai tineri sunt mai înclinați să aibă trăsături atipice, în timp ce indivizii mai în vârstă pot avea mai adesea episoade cu trăsături melancolice. Depresia atipică are rate înalte de comorbiditate cu tulburările de anxietate, are un risc mai mare de comportament suicidal și are trăsături biologice și de psihopatologie a personalității distincte.
Depresia atipică este mai comună la indivizii cu tulburare bipolară tipul I, tulburare bipolară tipul II, ciclotimie și tulburare afectivă sezonieră.  Episoadele depresive în caz de tulburare bipolară tind să aibă trăsături atipice, la fel ca în cazul depresiei sezoniere.

## Semne și simptome
DSM-IV-TR definește depresia atipică ca subtip al tulburării depresive majore cu trăsături atipice, caracterizat prin:
1. Reactivitate a dispoziției (i.e., dispoziția se înseninează ca reacție la evenimente pozitive actuale sau)
2. Cel puțin două din următoarele:
  - Creștere semnificativă în greutate sau sporire a apetitului (hiperfagie);
  - Hipersomnie (dormit prea mult, spre deosebire de insomnie, prezentă în caz de depresie melancolică);
  - Leaden paralysis (i.e., senzație de greutate ce are ca rezultat dificultăți în mișcarea mâinilor sau picioarelor);
  - Sensibilitate de lungă durată la respingerea interpersonală (nu este limitată la episoadele de perturbare a dispoziției) care are ca rezultat deficiențe semnificative de ordin social sau ocupațional.
3. Nu sunt îndeplinite criteriile pentru depresia cu trăsături melancolice sau cu trăsături catatonice în timpul aceluiași episod.

## Epidemiologie
În timp ce prevalența depresiei atipice este greu de știut, anumite studii făcute pe pacienți diagnosticați cu tulburare depresivă au constatat că între 15% și 40% dintre aceștia îndeplinesc criteriile atipice. Per total, sensibilitatea la respingere este cel mai comun simptom, iar întrucât unele studii ignoră acest criteriu, există păreri că prevalența acestui tip de depresie este subestimată.

## Patopsihologie
Au fost constatate suprapuneri semnificative între depresia atipică și alte forme de depresie, deși studiile sugerează că sunt factori fac diferența în cadrul variatelor modele psihopatologice de depresie. Dovezile ce țin de modelul endocrin sugerează că axul HPA este hiperactiv în timpul depresiei melancolice și hipoactiv în timp depresiei atipice. În plus, în ce privește teoria inflamatorie a depresiei, citokinele par să fie mai mari în caz de depresie atipică decât în timpul celei non-atipice.

## Tratament
Până în anii 2000, inhibitorii de monoaminooxidază (IMAO), precum iproniazidul original, s-a crezut că au o eficiență superioară în comparație cu antidepresivele în privința tratării depresiei atipice. De atunci, numeroase studii și meta-analize au furnizat rezultate amestecate, producând îndoieli legate de de ideea unei superiorități a unui agent în privința tratării depresiei atipice. Din cauza toxicității sale (aici fiind incluse crizele hipertensive), IMAO sunt mai puțin utilizate decât antidepresivele de către psihiatri, inclusiv în tratarea depresiei atipice. În prezent, nu există instrucțiuni standard pentru tratarea depresiei atipice.

## Cercetări
În general, depresia atipică tinde să cauzeze deficiențe funcționale mai mari decât alte forme de depresie. Depresia atipică este un sindrom cronic care tinde să înceapă mai devreme în viață decât alte forme de depresie—de obicei începe în anii adolescenței. De asemenea, subiecții cu depresie atipică sunt mai înclinați să sufere de tulburări de personalitate și tulburări de anxietate precum tulburarea de personalitate borderline, tulburarea de personalitate evitantă, tulburarea de anxietate generalizată, tulburarea obsesiv-compulsivă și tulburarea bipolară.
Cercetările recente sugerează că persoanele tinere sunt mai înclinate să sufere de hipersomnie în timp ce persoanele mai în vârstă sunt mai înclinate să sufere de polifagie.
Reacția la medicație diferă la depresia atipică cronică în comparație cu reacția la depresia melancolică acută. Unele studii sugerează că clasa mai veche de antidepresive, inhibitorii de monoaminooxidază (IMAO), poate fi mai eficientă în tratarea depresiei atipice. Pe când mai modernii inhibitori selectivi de recaptare a serotoninei și inhibitori de recaptare a serotoninei și noradrenalinei sunt de obicei foarte eficienți în tratarea acestei boli, antidepresivele triciclice nu sunt. Modafinil, un eugeoic, a demonstrat un efect considerabil în combaterea depresiei atipice, păstrând efectul chiar după întreruperea tratamentului. Reacția la antidepresive poate fi adesea îmbunătățită de medicamente suplimentare, precum busiprona, bupropiona sau aripiprazolul. Psihoterapia, fie singură, fie sau în combinație cu medicația, este de asemenea o metodă eficientă de tratament.